# 瓦格霍伊瑟尔
瓦格霍伊瑟尔（發音：[ˈvakhɔʏzl̩] ⓘ）是德国巴登-符腾堡州卡尔斯鲁厄行政区卡尔斯鲁厄县的城市，面积42.84平方千米，2023年12月31日人口为21,766人。